# گدارپهن (اسدآباد)
گُدار پهن روستایی از توابع بخش مرکزی شهرستان اسدآباد در استان همدان ایران است.
این روستا غربی ترین نقطه استان همدان از لحاظ مختصات جغرافیایی است.

## جمعیت
این روستا در دهستان کلیائی قرار دارد و براساس سرشماری مرکز آمار ایران در سال ۱۳۹۵، جمعیت آن ۱۹۶ نفر (۶۲خانوار) بوده‌است روستای گدارپهن زادگاه شاعر وعارف نامی قرن سیزدهم ملک حسین خان کلیایی میباشد این روستا از نظر قدمت یکی از قدیمی ترین روستاهای منطقه کلیایی میباشد نام این روستا برگرفته از زبان اوستایی و به معنای گذرگاه بزرگ یا محل عبور وسیع است .این روستا قبل از اصلاحات عرضی جزو سنقر کلیایی بوده ولی بعد ها برای همیشه به شهرستان اسدآباد همدان پیوست.این روستا از نظر طبیعت دارای طبیعتی زیبا مخصوصا در فصل های بهار و تابستان است .مقاله محمد الماسی .

## زبان و فرهنگ
- زبان مردم این روستا کوردی کلهری میباشد
- وفرهنگشان همانند تمامی مرمان کورد با اصالت و متمدن هستند
- لباس مردان شلوار کوردی (جافی ) و لباس زنان لباسی محلی و بلند است
- دین مردم این روستا شیعه جعفری است

1. ↑  

  - «نتایج سرشماری ایران در سال ۱۳۸۵». درگاه ملی آمار. بایگانی‌شده از روی نسخه اصلی در ۲۱ آبان ۱۳۹۲.

| شهرها              | - آچاچی - میانه |
| دهستان‌ها و روستاها | \| اوچ‌تپه شرقی \| آغچه‌دربند • آغ‌ورن • بیگ‌بلاغی • پورسخلو • تازه‌کند شور • حصار قرانقو • خطب • داش‌بلاغ • داش‌کسن • سیاه‌کمر • شمی‌کندی • شورجه قاسم • قاسم‌درق • قاضی‌ولی • قره‌جه‌قیا • قلعه‌جوق الفلو • قلیج‌چی • قمقان • قهرمانلو • گلوجه اسلام • گونلو \| \| شیخ‌درآباد \| امیرآباد • شیخدرآباد • کرکچی • ینگ‌آباد چای \| \| قافلانکوه غربی \| آغ‌قشلاق • ارباط • اسلام‌آباد • جهنددیز • حسن‌آباد • دیزگوین • زاویه • سبز • شهیدلو • فراهیه • قواق عمولر • که • گرده‌لائین • گلوجه خالصه \| \| قزل‌اوزن \| ارس • بولانلیق • حلاج سفلی • حلاج علیا • دادلو • طغای • قالوجه • قره‌آوری • قویوجاق • قویولار • کهریز • گوگرچین‌لو \| \| کله‌بوز شرقی \| اکرم‌آباد • بداغ‌بیگ • چای‌تلوار • خانیوردی • زرده‌ملک • زرنق • سمکلو • طوق • عاقل • قراجه • قره‌بلاغ • قورجاق • کرامه • کمرکوه • کنگاور • کولا • گلبوس • گلوجه یدی‌بلاغ • یدی‌بلاغ • ینگ‌آباد کوه \| \| کله‌بوز غربی \| آغ‌طورق • آغدرک • الله‌داد • باشماق • تلواربلاغی • تلیم‌کندی • چخمور • خلیفه‌کمال • دریندرق • دمیرچی • دوزنان • زرشلو • عجمی کله‌بوز • قره‌طورق • قواق سفلی • قواق علیا • کریم‌آباد \| \| گرمه جنوبی \| امیرآباد • باتلاق • باغ دره‌سی • برنلیق حسین‌خان • برنلیق مددخان • بنیان‌آباد • بیرون • پاورس • تازه‌کند دیوانعلی • توپ‌قره • جلودار • جین‌قشلاقی • چتاب سفلی • چتاب علیا • چرکینلو • چهارخانوار • حسن‌خان‌باغی • خلیفه‌باغی • خوبستان • داوند • دول‌قشلاقی • دوه‌داشی • زناری • ساوجبلاغ • سورناکهل • علی‌قشلاقی • کهبان • کوخه‌قشلاق • کوهستانق • گاوانی • گوندوغدی • مروشین • ممان • هشی‌آباد • همپا • وردوق • وکند • ولیین • وهیل • یله‌قارشو • ینگی‌کندی \| |
| اوچ‌تپه شرقی        | آغچه‌دربند • آغ‌ورن • بیگ‌بلاغی • پورسخلو • تازه‌کند شور • حصار قرانقو • خطب • داش‌بلاغ • داش‌کسن • سیاه‌کمر • شمی‌کندی • شورجه قاسم • قاسم‌درق • قاضی‌ولی • قره‌جه‌قیا • قلعه‌جوق الفلو • قلیج‌چی • قمقان • قهرمانلو • گلوجه اسلام • گونلو |
| شیخ‌درآباد          | امیرآباد • شیخدرآباد • کرکچی • ینگ‌آباد چای |
| قافلانکوه غربی     | آغ‌قشلاق • ارباط • اسلام‌آباد • جهنددیز • حسن‌آباد • دیزگوین • زاویه • سبز • شهیدلو • فراهیه • قواق عمولر • که • گرده‌لائین • گلوجه خالصه |
| قزل‌اوزن            | ارس • بولانلیق • حلاج سفلی • حلاج علیا • دادلو • طغای • قالوجه • قره‌آوری • قویوجاق • قویولار • کهریز • گوگرچین‌لو |
| کله‌بوز شرقی        | اکرم‌آباد • بداغ‌بیگ • چای‌تلوار • خانیوردی • زرده‌ملک • زرنق • سمکلو • طوق • عاقل • قراجه • قره‌بلاغ • قورجاق • کرامه • کمرکوه • کنگاور • کولا • گلبوس • گلوجه یدی‌بلاغ • یدی‌بلاغ • ینگ‌آباد کوه |
| کله‌بوز غربی        | آغ‌طورق • آغدرک • الله‌داد • باشماق • تلواربلاغی • تلیم‌کندی • چخمور • خلیفه‌کمال • دریندرق • دمیرچی • دوزنان • زرشلو • عجمی کله‌بوز • قره‌طورق • قواق سفلی • قواق علیا • کریم‌آباد |
| گرمه جنوبی         | امیرآباد • باتلاق • باغ دره‌سی • برنلیق حسین‌خان • برنلیق مددخان • بنیان‌آباد • بیرون • پاورس • تازه‌کند دیوانعلی • توپ‌قره • جلودار • جین‌قشلاقی • چتاب سفلی • چتاب علیا • چرکینلو • چهارخانوار • حسن‌خان‌باغی • خلیفه‌باغی • خوبستان • داوند • دول‌قشلاقی • دوه‌داشی • زناری • ساوجبلاغ • سورناکهل • علی‌قشلاقی • کهبان • کوخه‌قشلاق • کوهستانق • گاوانی • گوندوغدی • مروشین • ممان • هشی‌آباد • همپا • وردوق • وکند • ولیین • وهیل • یله‌قارشو • ینگی‌کندی |

| اوچ‌تپه شرقی    | آغچه‌دربند • آغ‌ورن • بیگ‌بلاغی • پورسخلو • تازه‌کند شور • حصار قرانقو • خطب • داش‌بلاغ • داش‌کسن • سیاه‌کمر • شمی‌کندی • شورجه قاسم • قاسم‌درق • قاضی‌ولی • قره‌جه‌قیا • قلعه‌جوق الفلو • قلیج‌چی • قمقان • قهرمانلو • گلوجه اسلام • گونلو |
| شیخ‌درآباد      | امیرآباد • شیخدرآباد • کرکچی • ینگ‌آباد چای |
| قافلانکوه غربی | آغ‌قشلاق • ارباط • اسلام‌آباد • جهنددیز • حسن‌آباد • دیزگوین • زاویه • سبز • شهیدلو • فراهیه • قواق عمولر • که • گرده‌لائین • گلوجه خالصه |
| قزل‌اوزن        | ارس • بولانلیق • حلاج سفلی • حلاج علیا • دادلو • طغای • قالوجه • قره‌آوری • قویوجاق • قویولار • کهریز • گوگرچین‌لو |
| کله‌بوز شرقی    | اکرم‌آباد • بداغ‌بیگ • چای‌تلوار • خانیوردی • زرده‌ملک • زرنق • سمکلو • طوق • عاقل • قراجه • قره‌بلاغ • قورجاق • کرامه • کمرکوه • کنگاور • کولا • گلبوس • گلوجه یدی‌بلاغ • یدی‌بلاغ • ینگ‌آباد کوه |
| کله‌بوز غربی    | آغ‌طورق • آغدرک • الله‌داد • باشماق • تلواربلاغی • تلیم‌کندی • چخمور • خلیفه‌کمال • دریندرق • دمیرچی • دوزنان • زرشلو • عجمی کله‌بوز • قره‌طورق • قواق سفلی • قواق علیا • کریم‌آباد |
| گرمه جنوبی     | امیرآباد • باتلاق • باغ دره‌سی • برنلیق حسین‌خان • برنلیق مددخان • بنیان‌آباد • بیرون • پاورس • تازه‌کند دیوانعلی • توپ‌قره • جلودار • جین‌قشلاقی • چتاب سفلی • چتاب علیا • چرکینلو • چهارخانوار • حسن‌خان‌باغی • خلیفه‌باغی • خوبستان • داوند • دول‌قشلاقی • دوه‌داشی • زناری • ساوجبلاغ • سورناکهل • علی‌قشلاقی • کهبان • کوخه‌قشلاق • کوهستانق • گاوانی • گوندوغدی • مروشین • ممان • هشی‌آباد • همپا • وردوق • وکند • ولیین • وهیل • یله‌قارشو • ینگی‌کندی |

| شهرها              | - آقکند |
| دهستان‌ها و روستاها | \| قافلانکوه شرقی \| آیدمیر • احمدآباد گروس • افشار • بادلو • باغجغاز علیا • باغچغاز سفلی • جمال‌آباد • چولاقلو • حسن‌آباد • سلیمانلو • قاضی‌کند • قراجه اربط • قره‌حاجیلو • قزل‌بلاغ • قوشه‌بلاغ • گل‌تپه حسن‌آباد • لله‌لو • نوروزآباد \| \| کاغذکنان شمالی \| ابابین • احمدآباد خانلیق • اسکوق • اورق • اولیاجه • باغبانان علیا • برانقار • بهمن‌آباد • تختمیشلو • خلف • خورده‌بلاغ • رشیدآباد • زرنجین • سهل‌آباد • سورق • شاه‌علی‌بیگلو • قاراب سفلی • قاراب علیا • قره‌بلاغ • قره‌صفرلو • قشلاق • قلعه اصلانیان • قلعه‌سنگی • قوچغار • کلیان • کهورین • گل گلاب • گلوجه • گنجین • گورجیق • ماوی • یان‌بلاغ \| \| کاغذکنان مرکزی \| استانجین • اندرود سفلی • اندرود علیا • باش‌بلاغ • حاجی‌محمودلو • حاجی‌میر • خیرآباد • داش‌بلاغ • دونبلی • دویچ • سردرق • سلیمان‌قشلاق • شیخلر • شیرین‌بلاغ • طوین • قاضیلو • قره‌قانلو • قزلجه • گاو • گل‌تپه خیرآباد • مندجین • ولستان • ینگی‌کند \| |
| قافلانکوه شرقی     | آیدمیر • احمدآباد گروس • افشار • بادلو • باغجغاز علیا • باغچغاز سفلی • جمال‌آباد • چولاقلو • حسن‌آباد • سلیمانلو • قاضی‌کند • قراجه اربط • قره‌حاجیلو • قزل‌بلاغ • قوشه‌بلاغ • گل‌تپه حسن‌آباد • لله‌لو • نوروزآباد |
| کاغذکنان شمالی     | ابابین • احمدآباد خانلیق • اسکوق • اورق • اولیاجه • باغبانان علیا • برانقار • بهمن‌آباد • تختمیشلو • خلف • خورده‌بلاغ • رشیدآباد • زرنجین • سهل‌آباد • سورق • شاه‌علی‌بیگلو • قاراب سفلی • قاراب علیا • قره‌بلاغ • قره‌صفرلو • قشلاق • قلعه اصلانیان • قلعه‌سنگی • قوچغار • کلیان • کهورین • گل گلاب • گلوجه • گنجین • گورجیق • ماوی • یان‌بلاغ |
| کاغذکنان مرکزی     | استانجین • اندرود سفلی • اندرود علیا • باش‌بلاغ • حاجی‌محمودلو • حاجی‌میر • خیرآباد • داش‌بلاغ • دونبلی • دویچ • سردرق • سلیمان‌قشلاق • شیخلر • شیرین‌بلاغ • طوین • قاضیلو • قره‌قانلو • قزلجه • گاو • گل‌تپه خیرآباد • مندجین • ولستان • ینگی‌کند |

| قافلانکوه شرقی | آیدمیر • احمدآباد گروس • افشار • بادلو • باغجغاز علیا • باغچغاز سفلی • جمال‌آباد • چولاقلو • حسن‌آباد • سلیمانلو • قاضی‌کند • قراجه اربط • قره‌حاجیلو • قزل‌بلاغ • قوشه‌بلاغ • گل‌تپه حسن‌آباد • لله‌لو • نوروزآباد |
| کاغذکنان شمالی | ابابین • احمدآباد خانلیق • اسکوق • اورق • اولیاجه • باغبانان علیا • برانقار • بهمن‌آباد • تختمیشلو • خلف • خورده‌بلاغ • رشیدآباد • زرنجین • سهل‌آباد • سورق • شاه‌علی‌بیگلو • قاراب سفلی • قاراب علیا • قره‌بلاغ • قره‌صفرلو • قشلاق • قلعه اصلانیان • قلعه‌سنگی • قوچغار • کلیان • کهورین • گل گلاب • گلوجه • گنجین • گورجیق • ماوی • یان‌بلاغ |
| کاغذکنان مرکزی | استانجین • اندرود سفلی • اندرود علیا • باش‌بلاغ • حاجی‌محمودلو • حاجی‌میر • خیرآباد • داش‌بلاغ • دونبلی • دویچ • سردرق • سلیمان‌قشلاق • شیخلر • شیرین‌بلاغ • طوین • قاضیلو • قره‌قانلو • قزلجه • گاو • گل‌تپه خیرآباد • مندجین • ولستان • ینگی‌کند                                                                                              |

| شهرها              | - ترک |
| دهستان‌ها و روستاها | \| تیرچایی \| آغچه‌قشلاق • اونلیق • ایشلق • ایورق • بالسین • برنجق • تجره‌رود • چرن • چنار • خلیفه‌لو • خواجه‌ده • دیشاب • شیویار • قشلاق سلمانی • قشلاق سوپورگلی • قشلاق موسی‌بیگ • کسلان • کلاله • گاولیق • نقاآباد • نقلان • نودوزق • ونجان \| \| کندوان \| آوین مسجدلو • افضل • النجارق • ایدی‌گوز • باللوجه • بناروان • تازه‌کند پروچ • ترناب • چرور • چشمه‌کش • حاجی‌همتلو • حصار میدان‌داغی • خانقاه • دیزج • زرنکش • سرخه‌حصار • صومعه کبودین • طارون • علی‌بیگلو • فندقلو • قراجه میدان‌داغی • قره‌حاجی سفلی • قره‌حاجی علیا • قشلاق سیف‌الدین • کزرج • کندوان • گمین • گنگدیک • ماهی‌آباد • مونق • نشق • نشلانده • هندلان \| \| گرمه شمالی \| آرموداق • اکبرآباد • برزق • بسیط • تجرق • توشمانلو • حاج‌خلیل • حاجی‌یوسف‌لو سفلی • حاجی‌یوسف‌لو علیا • خناوند • دلی‌قیز • ذاکر • سنقرآباد • سوتی • سورباق • سوین • سیدلر • سیدمنصور • طوین • قره‌قیه • قزل‌یاتاق • کلکش • کله‌گاه • لیوانلو • ملک • نی‌باغی • هفت‌چشمه • یال‌قشلاقی • ینگجه دلیگانلو \| |
| تیرچایی            | آغچه‌قشلاق • اونلیق • ایشلق • ایورق • بالسین • برنجق • تجره‌رود • چرن • چنار • خلیفه‌لو • خواجه‌ده • دیشاب • شیویار • قشلاق سلمانی • قشلاق سوپورگلی • قشلاق موسی‌بیگ • کسلان • کلاله • گاولیق • نقاآباد • نقلان • نودوزق • ونجان |
| کندوان             | آوین مسجدلو • افضل • النجارق • ایدی‌گوز • باللوجه • بناروان • تازه‌کند پروچ • ترناب • چرور • چشمه‌کش • حاجی‌همتلو • حصار میدان‌داغی • خانقاه • دیزج • زرنکش • سرخه‌حصار • صومعه کبودین • طارون • علی‌بیگلو • فندقلو • قراجه میدان‌داغی • قره‌حاجی سفلی • قره‌حاجی علیا • قشلاق سیف‌الدین • کزرج • کندوان • گمین • گنگدیک • ماهی‌آباد • مونق • نشق • نشلانده • هندلان |
| گرمه شمالی         | آرموداق • اکبرآباد • برزق • بسیط • تجرق • توشمانلو • حاج‌خلیل • حاجی‌یوسف‌لو سفلی • حاجی‌یوسف‌لو علیا • خناوند • دلی‌قیز • ذاکر • سنقرآباد • سوتی • سورباق • سوین • سیدلر • سیدمنصور • طوین • قره‌قیه • قزل‌یاتاق • کلکش • کله‌گاه • لیوانلو • ملک • نی‌باغی • هفت‌چشمه • یال‌قشلاقی • ینگجه دلیگانلو |

| تیرچایی    | آغچه‌قشلاق • اونلیق • ایشلق • ایورق • بالسین • برنجق • تجره‌رود • چرن • چنار • خلیفه‌لو • خواجه‌ده • دیشاب • شیویار • قشلاق سلمانی • قشلاق سوپورگلی • قشلاق موسی‌بیگ • کسلان • کلاله • گاولیق • نقاآباد • نقلان • نودوزق • ونجان |
| کندوان     | آوین مسجدلو • افضل • النجارق • ایدی‌گوز • باللوجه • بناروان • تازه‌کند پروچ • ترناب • چرور • چشمه‌کش • حاجی‌همتلو • حصار میدان‌داغی • خانقاه • دیزج • زرنکش • سرخه‌حصار • صومعه کبودین • طارون • علی‌بیگلو • فندقلو • قراجه میدان‌داغی • قره‌حاجی سفلی • قره‌حاجی علیا • قشلاق سیف‌الدین • کزرج • کندوان • گمین • گنگدیک • ماهی‌آباد • مونق • نشق • نشلانده • هندلان |
| گرمه شمالی | آرموداق • اکبرآباد • برزق • بسیط • تجرق • توشمانلو • حاج‌خلیل • حاجی‌یوسف‌لو سفلی • حاجی‌یوسف‌لو علیا • خناوند • دلی‌قیز • ذاکر • سنقرآباد • سوتی • سورباق • سوین • سیدلر • سیدمنصور • طوین • قره‌قیه • قزل‌یاتاق • کلکش • کله‌گاه • لیوانلو • ملک • نی‌باغی • هفت‌چشمه • یال‌قشلاقی • ینگجه دلیگانلو                                                                |

| شهرها              | - آچاچی - میانه |
| دهستان‌ها و روستاها | \| اوچ‌تپه شرقی \| آغچه‌دربند • آغ‌ورن • بیگ‌بلاغی • پورسخلو • تازه‌کند شور • حصار قرانقو • خطب • داش‌بلاغ • داش‌کسن • سیاه‌کمر • شمی‌کندی • شورجه قاسم • قاسم‌درق • قاضی‌ولی • قره‌جه‌قیا • قلعه‌جوق الفلو • قلیج‌چی • قمقان • قهرمانلو • گلوجه اسلام • گونلو \| \| شیخ‌درآباد \| امیرآباد • شیخدرآباد • کرکچی • ینگ‌آباد چای \| \| قافلانکوه غربی \| آغ‌قشلاق • ارباط • اسلام‌آباد • جهنددیز • حسن‌آباد • دیزگوین • زاویه • سبز • شهیدلو • فراهیه • قواق عمولر • که • گرده‌لائین • گلوجه خالصه \| \| قزل‌اوزن \| ارس • بولانلیق • حلاج سفلی • حلاج علیا • دادلو • طغای • قالوجه • قره‌آوری • قویوجاق • قویولار • کهریز • گوگرچین‌لو \| \| کله‌بوز شرقی \| اکرم‌آباد • بداغ‌بیگ • چای‌تلوار • خانیوردی • زرده‌ملک • زرنق • سمکلو • طوق • عاقل • قراجه • قره‌بلاغ • قورجاق • کرامه • کمرکوه • کنگاور • کولا • گلبوس • گلوجه یدی‌بلاغ • یدی‌بلاغ • ینگ‌آباد کوه \| \| کله‌بوز غربی \| آغ‌طورق • آغدرک • الله‌داد • باشماق • تلواربلاغی • تلیم‌کندی • چخمور • خلیفه‌کمال • دریندرق • دمیرچی • دوزنان • زرشلو • عجمی کله‌بوز • قره‌طورق • قواق سفلی • قواق علیا • کریم‌آباد \| \| گرمه جنوبی \| امیرآباد • باتلاق • باغ دره‌سی • برنلیق حسین‌خان • برنلیق مددخان • بنیان‌آباد • بیرون • پاورس • تازه‌کند دیوانعلی • توپ‌قره • جلودار • جین‌قشلاقی • چتاب سفلی • چتاب علیا • چرکینلو • چهارخانوار • حسن‌خان‌باغی • خلیفه‌باغی • خوبستان • داوند • دول‌قشلاقی • دوه‌داشی • زناری • ساوجبلاغ • سورناکهل • علی‌قشلاقی • کهبان • کوخه‌قشلاق • کوهستانق • گاوانی • گوندوغدی • مروشین • ممان • هشی‌آباد • همپا • وردوق • وکند • ولیین • وهیل • یله‌قارشو • ینگی‌کندی \| |
| اوچ‌تپه شرقی        | آغچه‌دربند • آغ‌ورن • بیگ‌بلاغی • پورسخلو • تازه‌کند شور • حصار قرانقو • خطب • داش‌بلاغ • داش‌کسن • سیاه‌کمر • شمی‌کندی • شورجه قاسم • قاسم‌درق • قاضی‌ولی • قره‌جه‌قیا • قلعه‌جوق الفلو • قلیج‌چی • قمقان • قهرمانلو • گلوجه اسلام • گونلو |
| شیخ‌درآباد          | امیرآباد • شیخدرآباد • کرکچی • ینگ‌آباد چای |
| قافلانکوه غربی     | آغ‌قشلاق • ارباط • اسلام‌آباد • جهنددیز • حسن‌آباد • دیزگوین • زاویه • سبز • شهیدلو • فراهیه • قواق عمولر • که • گرده‌لائین • گلوجه خالصه |
| قزل‌اوزن            | ارس • بولانلیق • حلاج سفلی • حلاج علیا • دادلو • طغای • قالوجه • قره‌آوری • قویوجاق • قویولار • کهریز • گوگرچین‌لو |
| کله‌بوز شرقی        | اکرم‌آباد • بداغ‌بیگ • چای‌تلوار • خانیوردی • زرده‌ملک • زرنق • سمکلو • طوق • عاقل • قراجه • قره‌بلاغ • قورجاق • کرامه • کمرکوه • کنگاور • کولا • گلبوس • گلوجه یدی‌بلاغ • یدی‌بلاغ • ینگ‌آباد کوه |
| کله‌بوز غربی        | آغ‌طورق • آغدرک • الله‌داد • باشماق • تلواربلاغی • تلیم‌کندی • چخمور • خلیفه‌کمال • دریندرق • دمیرچی • دوزنان • زرشلو • عجمی کله‌بوز • قره‌طورق • قواق سفلی • قواق علیا • کریم‌آباد |
| گرمه جنوبی         | امیرآباد • باتلاق • باغ دره‌سی • برنلیق حسین‌خان • برنلیق مددخان • بنیان‌آباد • بیرون • پاورس • تازه‌کند دیوانعلی • توپ‌قره • جلودار • جین‌قشلاقی • چتاب سفلی • چتاب علیا • چرکینلو • چهارخانوار • حسن‌خان‌باغی • خلیفه‌باغی • خوبستان • داوند • دول‌قشلاقی • دوه‌داشی • زناری • ساوجبلاغ • سورناکهل • علی‌قشلاقی • کهبان • کوخه‌قشلاق • کوهستانق • گاوانی • گوندوغدی • مروشین • ممان • هشی‌آباد • همپا • وردوق • وکند • ولیین • وهیل • یله‌قارشو • ینگی‌کندی |

| اوچ‌تپه شرقی    | آغچه‌دربند • آغ‌ورن • بیگ‌بلاغی • پورسخلو • تازه‌کند شور • حصار قرانقو • خطب • داش‌بلاغ • داش‌کسن • سیاه‌کمر • شمی‌کندی • شورجه قاسم • قاسم‌درق • قاضی‌ولی • قره‌جه‌قیا • قلعه‌جوق الفلو • قلیج‌چی • قمقان • قهرمانلو • گلوجه اسلام • گونلو |
| شیخ‌درآباد      | امیرآباد • شیخدرآباد • کرکچی • ینگ‌آباد چای |
| قافلانکوه غربی | آغ‌قشلاق • ارباط • اسلام‌آباد • جهنددیز • حسن‌آباد • دیزگوین • زاویه • سبز • شهیدلو • فراهیه • قواق عمولر • که • گرده‌لائین • گلوجه خالصه |
| قزل‌اوزن        | ارس • بولانلیق • حلاج سفلی • حلاج علیا • دادلو • طغای • قالوجه • قره‌آوری • قویوجاق • قویولار • کهریز • گوگرچین‌لو |
| کله‌بوز شرقی    | اکرم‌آباد • بداغ‌بیگ • چای‌تلوار • خانیوردی • زرده‌ملک • زرنق • سمکلو • طوق • عاقل • قراجه • قره‌بلاغ • قورجاق • کرامه • کمرکوه • کنگاور • کولا • گلبوس • گلوجه یدی‌بلاغ • یدی‌بلاغ • ینگ‌آباد کوه |
| کله‌بوز غربی    | آغ‌طورق • آغدرک • الله‌داد • باشماق • تلواربلاغی • تلیم‌کندی • چخمور • خلیفه‌کمال • دریندرق • دمیرچی • دوزنان • زرشلو • عجمی کله‌بوز • قره‌طورق • قواق سفلی • قواق علیا • کریم‌آباد |
| گرمه جنوبی     | امیرآباد • باتلاق • باغ دره‌سی • برنلیق حسین‌خان • برنلیق مددخان • بنیان‌آباد • بیرون • پاورس • تازه‌کند دیوانعلی • توپ‌قره • جلودار • جین‌قشلاقی • چتاب سفلی • چتاب علیا • چرکینلو • چهارخانوار • حسن‌خان‌باغی • خلیفه‌باغی • خوبستان • داوند • دول‌قشلاقی • دوه‌داشی • زناری • ساوجبلاغ • سورناکهل • علی‌قشلاقی • کهبان • کوخه‌قشلاق • کوهستانق • گاوانی • گوندوغدی • مروشین • ممان • هشی‌آباد • همپا • وردوق • وکند • ولیین • وهیل • یله‌قارشو • ینگی‌کندی |

| شهرها              | - آقکند |
| دهستان‌ها و روستاها | \| قافلانکوه شرقی \| آیدمیر • احمدآباد گروس • افشار • بادلو • باغجغاز علیا • باغچغاز سفلی • جمال‌آباد • چولاقلو • حسن‌آباد • سلیمانلو • قاضی‌کند • قراجه اربط • قره‌حاجیلو • قزل‌بلاغ • قوشه‌بلاغ • گل‌تپه حسن‌آباد • لله‌لو • نوروزآباد \| \| کاغذکنان شمالی \| ابابین • احمدآباد خانلیق • اسکوق • اورق • اولیاجه • باغبانان علیا • برانقار • بهمن‌آباد • تختمیشلو • خلف • خورده‌بلاغ • رشیدآباد • زرنجین • سهل‌آباد • سورق • شاه‌علی‌بیگلو • قاراب سفلی • قاراب علیا • قره‌بلاغ • قره‌صفرلو • قشلاق • قلعه اصلانیان • قلعه‌سنگی • قوچغار • کلیان • کهورین • گل گلاب • گلوجه • گنجین • گورجیق • ماوی • یان‌بلاغ \| \| کاغذکنان مرکزی \| استانجین • اندرود سفلی • اندرود علیا • باش‌بلاغ • حاجی‌محمودلو • حاجی‌میر • خیرآباد • داش‌بلاغ • دونبلی • دویچ • سردرق • سلیمان‌قشلاق • شیخلر • شیرین‌بلاغ • طوین • قاضیلو • قره‌قانلو • قزلجه • گاو • گل‌تپه خیرآباد • مندجین • ولستان • ینگی‌کند \| |
| قافلانکوه شرقی     | آیدمیر • احمدآباد گروس • افشار • بادلو • باغجغاز علیا • باغچغاز سفلی • جمال‌آباد • چولاقلو • حسن‌آباد • سلیمانلو • قاضی‌کند • قراجه اربط • قره‌حاجیلو • قزل‌بلاغ • قوشه‌بلاغ • گل‌تپه حسن‌آباد • لله‌لو • نوروزآباد |
| کاغذکنان شمالی     | ابابین • احمدآباد خانلیق • اسکوق • اورق • اولیاجه • باغبانان علیا • برانقار • بهمن‌آباد • تختمیشلو • خلف • خورده‌بلاغ • رشیدآباد • زرنجین • سهل‌آباد • سورق • شاه‌علی‌بیگلو • قاراب سفلی • قاراب علیا • قره‌بلاغ • قره‌صفرلو • قشلاق • قلعه اصلانیان • قلعه‌سنگی • قوچغار • کلیان • کهورین • گل گلاب • گلوجه • گنجین • گورجیق • ماوی • یان‌بلاغ |
| کاغذکنان مرکزی     | استانجین • اندرود سفلی • اندرود علیا • باش‌بلاغ • حاجی‌محمودلو • حاجی‌میر • خیرآباد • داش‌بلاغ • دونبلی • دویچ • سردرق • سلیمان‌قشلاق • شیخلر • شیرین‌بلاغ • طوین • قاضیلو • قره‌قانلو • قزلجه • گاو • گل‌تپه خیرآباد • مندجین • ولستان • ینگی‌کند |

| قافلانکوه شرقی | آیدمیر • احمدآباد گروس • افشار • بادلو • باغجغاز علیا • باغچغاز سفلی • جمال‌آباد • چولاقلو • حسن‌آباد • سلیمانلو • قاضی‌کند • قراجه اربط • قره‌حاجیلو • قزل‌بلاغ • قوشه‌بلاغ • گل‌تپه حسن‌آباد • لله‌لو • نوروزآباد |
| کاغذکنان شمالی | ابابین • احمدآباد خانلیق • اسکوق • اورق • اولیاجه • باغبانان علیا • برانقار • بهمن‌آباد • تختمیشلو • خلف • خورده‌بلاغ • رشیدآباد • زرنجین • سهل‌آباد • سورق • شاه‌علی‌بیگلو • قاراب سفلی • قاراب علیا • قره‌بلاغ • قره‌صفرلو • قشلاق • قلعه اصلانیان • قلعه‌سنگی • قوچغار • کلیان • کهورین • گل گلاب • گلوجه • گنجین • گورجیق • ماوی • یان‌بلاغ |
| کاغذکنان مرکزی | استانجین • اندرود سفلی • اندرود علیا • باش‌بلاغ • حاجی‌محمودلو • حاجی‌میر • خیرآباد • داش‌بلاغ • دونبلی • دویچ • سردرق • سلیمان‌قشلاق • شیخلر • شیرین‌بلاغ • طوین • قاضیلو • قره‌قانلو • قزلجه • گاو • گل‌تپه خیرآباد • مندجین • ولستان • ینگی‌کند                                                                                              |

| شهرها              | - ترک |
| دهستان‌ها و روستاها | \| تیرچایی \| آغچه‌قشلاق • اونلیق • ایشلق • ایورق • بالسین • برنجق • تجره‌رود • چرن • چنار • خلیفه‌لو • خواجه‌ده • دیشاب • شیویار • قشلاق سلمانی • قشلاق سوپورگلی • قشلاق موسی‌بیگ • کسلان • کلاله • گاولیق • نقاآباد • نقلان • نودوزق • ونجان \| \| کندوان \| آوین مسجدلو • افضل • النجارق • ایدی‌گوز • باللوجه • بناروان • تازه‌کند پروچ • ترناب • چرور • چشمه‌کش • حاجی‌همتلو • حصار میدان‌داغی • خانقاه • دیزج • زرنکش • سرخه‌حصار • صومعه کبودین • طارون • علی‌بیگلو • فندقلو • قراجه میدان‌داغی • قره‌حاجی سفلی • قره‌حاجی علیا • قشلاق سیف‌الدین • کزرج • کندوان • گمین • گنگدیک • ماهی‌آباد • مونق • نشق • نشلانده • هندلان \| \| گرمه شمالی \| آرموداق • اکبرآباد • برزق • بسیط • تجرق • توشمانلو • حاج‌خلیل • حاجی‌یوسف‌لو سفلی • حاجی‌یوسف‌لو علیا • خناوند • دلی‌قیز • ذاکر • سنقرآباد • سوتی • سورباق • سوین • سیدلر • سیدمنصور • طوین • قره‌قیه • قزل‌یاتاق • کلکش • کله‌گاه • لیوانلو • ملک • نی‌باغی • هفت‌چشمه • یال‌قشلاقی • ینگجه دلیگانلو \| |
| تیرچایی            | آغچه‌قشلاق • اونلیق • ایشلق • ایورق • بالسین • برنجق • تجره‌رود • چرن • چنار • خلیفه‌لو • خواجه‌ده • دیشاب • شیویار • قشلاق سلمانی • قشلاق سوپورگلی • قشلاق موسی‌بیگ • کسلان • کلاله • گاولیق • نقاآباد • نقلان • نودوزق • ونجان |
| کندوان             | آوین مسجدلو • افضل • النجارق • ایدی‌گوز • باللوجه • بناروان • تازه‌کند پروچ • ترناب • چرور • چشمه‌کش • حاجی‌همتلو • حصار میدان‌داغی • خانقاه • دیزج • زرنکش • سرخه‌حصار • صومعه کبودین • طارون • علی‌بیگلو • فندقلو • قراجه میدان‌داغی • قره‌حاجی سفلی • قره‌حاجی علیا • قشلاق سیف‌الدین • کزرج • کندوان • گمین • گنگدیک • ماهی‌آباد • مونق • نشق • نشلانده • هندلان |
| گرمه شمالی         | آرموداق • اکبرآباد • برزق • بسیط • تجرق • توشمانلو • حاج‌خلیل • حاجی‌یوسف‌لو سفلی • حاجی‌یوسف‌لو علیا • خناوند • دلی‌قیز • ذاکر • سنقرآباد • سوتی • سورباق • سوین • سیدلر • سیدمنصور • طوین • قره‌قیه • قزل‌یاتاق • کلکش • کله‌گاه • لیوانلو • ملک • نی‌باغی • هفت‌چشمه • یال‌قشلاقی • ینگجه دلیگانلو |

| تیرچایی    | آغچه‌قشلاق • اونلیق • ایشلق • ایورق • بالسین • برنجق • تجره‌رود • چرن • چنار • خلیفه‌لو • خواجه‌ده • دیشاب • شیویار • قشلاق سلمانی • قشلاق سوپورگلی • قشلاق موسی‌بیگ • کسلان • کلاله • گاولیق • نقاآباد • نقلان • نودوزق • ونجان |
| کندوان     | آوین مسجدلو • افضل • النجارق • ایدی‌گوز • باللوجه • بناروان • تازه‌کند پروچ • ترناب • چرور • چشمه‌کش • حاجی‌همتلو • حصار میدان‌داغی • خانقاه • دیزج • زرنکش • سرخه‌حصار • صومعه کبودین • طارون • علی‌بیگلو • فندقلو • قراجه میدان‌داغی • قره‌حاجی سفلی • قره‌حاجی علیا • قشلاق سیف‌الدین • کزرج • کندوان • گمین • گنگدیک • ماهی‌آباد • مونق • نشق • نشلانده • هندلان |
| گرمه شمالی | آرموداق • اکبرآباد • برزق • بسیط • تجرق • توشمانلو • حاج‌خلیل • حاجی‌یوسف‌لو سفلی • حاجی‌یوسف‌لو علیا • خناوند • دلی‌قیز • ذاکر • سنقرآباد • سوتی • سورباق • سوین • سیدلر • سیدمنصور • طوین • قره‌قیه • قزل‌یاتاق • کلکش • کله‌گاه • لیوانلو • ملک • نی‌باغی • هفت‌چشمه • یال‌قشلاقی • ینگجه دلیگانلو                                                                |
2. ↑  «درگاه ملی آمار > سرشماری عمومی نفوس و مسکن > نتایج سرشماری > جمعیت به تفکیک تقسیمات کشوری سال 1395». www.amar.org.ir. دریافت‌شده در ۲۰۱۸-۰۴-۰۹.